# Marc Cecili Cornut (pretor 43 aC)
Marc Cecili Cornut (en llatí: Marcus Caecilius Cornutus) va ser un magistrat romà, tal vegada fill del pretor Marc Cecili Cornut. Formava part de la gens Cecília, una família d'origen plebeu.
Va ser pretor urbà l'any 43 aC, i va ser cònsol sufecte durant l'absència de Roma dels cònsols Hirci i Pansa. A la mort dels cònsols va organitzar, per ordre del senat, el seu funeral. Quan Octavi, després d'exigir el consolat, va avançar cap a Roma quan el senat romà no li'l va voler cedir, les tres legions de la ciutat es van passar a l'atacant. Cornut, que tenia el comandament d'una, es va suïcidar.